# 새턴 I SA-3

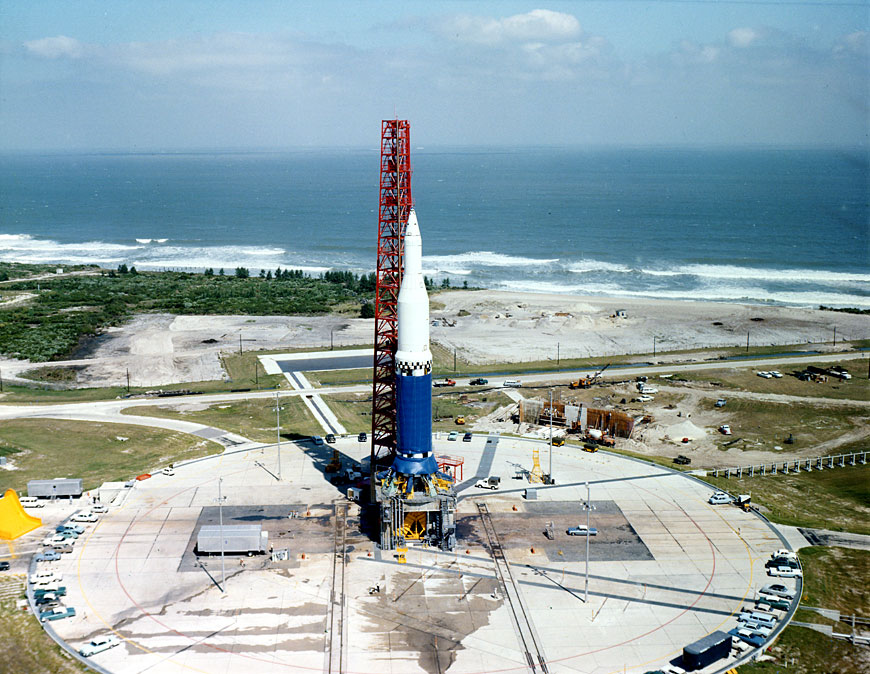
LC-34 발사대에 설치된 SA-3. 1단의 푸른색 커버는 비바람로부터 기체를 보호하기 위한 것이다.

SA-3은 미국의 아폴로 계획에 의해 3번째로 발사된 새턴 I 로켓이다. 2번째의 하이워터 계획(Project Highwater)이 실시되었다.

## 목적
SA-3의 목적은, SA-1으로부터 계속하고 있는 기체의 성능 시험이었다. 과거 2회의 실험은 각각 조금씩 다른 목적을 가지고 있었지만, SA-3의 가장 큰 특징은, 처음으로 연료를 가득 채워 비행하는 것이었다(전회의 2회의 비행에서는, 연료는 탱크 전체의 83%밖에 탑재되어 있지 않았다). 1단과 2단을 분리하는 역분사 로켓의 실험을 행하는 일도 검토되었지만, 2단이 모형이기 때문에 보류되었다.
SA-2와 같이, SA-3에서도 하이워터 계획이 실행되었다. 2단에 109,000 리터의 물을 탑재해, 우주 공간에 살포해 인공적인 구름을 만들었다.

## 비행
발사는 1962년 11월 16일에 행해졌지만, 이때 미국은 쿠바 미사일 위기의 직후의 긴박한 상황이었기 때문에, 방문하거나 견학하는 사람은 아무도 없었다.
SA-3은 연료를 가득 채웠기 때문에, 발사로부터 4분 53초 후에는 고도 167 km까지 상승했다. 마셜 우주 비행 센터의 기술자들에게 있어서는, 보다 느린 가속과 긴 연소시간이 로켓에 어떠한 영향을 주는지에 대해서도 충분한 데이터를 얻을 수 있었다.
최고 고도에 달했을 때, 탑재한 화약을 폭파해 우주 공간에 물을 살포했지만, 큰 영향은 관측되지 않았다.